# Aristida kenyensis
Aristida kenyensis är en gräsart som beskrevs av Johannes Jan Theodoor Henrard. Aristida kenyensis ingår i släktet Aristida och familjen gräs.
Artens utbredningsområde är Kenya. Inga underarter finns listade i Catalogue of Life.